# John Walrond (1er baronnet)
John Walrond Walrond, 1er baronnet (1er mars 1818 - 23 avril 1889), de Bradfield House, Uffculme dans le Devon, connu sous le nom de John Walrond Dickinson jusqu'au 22 avril 1845, est un homme politique du Parti conservateur britannique .

## Carrière politique
Walrond est élu député de Tiverton en 1865, mais se retire lors aux élections en 1868. Il se représente à plusieurs reprises au cours des 12 années suivantes - en 1872, 1874 et 1880 - mais sans succès. Il est haut shérif du Devon pour 1874–75.
Walrond est créé baronnet de Bradfield, Devon, le 24 février 1876. À sa mort, son fils William Walrond hérite du titre, qui est ensuite fusionné avec la baronnie Waleran lors de sa création pour lui  .

## Mariage et descendance
Le 20 mai 1845, Walrond épouse Frances Caroline Hood, une fille de Samuel Hood, 2e baron Bridport, et de son épouse Charlotte Nelson, 3e duchesse de Bronté, dont il a cinq enfants: deux fils et trois filles: 
- William Walrond (1er baron Waleran) (1849-1925), fils aîné et héritier;
- Arthur Melville Walrond (1861-1946);
- Katherine Mary Walrond (1846-1934), épouse de Charles Arthur Williams Troyte (1842–1896), ils construisent Huntsham Court ;
- Margaret Walrond (1850-1930), épouse de Charles Hepburn-Stuart-Forbes-Trefusis (20e baron Clinton) ;
- Gertrude Walrond (1853-1920), épouse de Thomas Dyke Acland (12e baronnet), est décédée sans descendance.